# Natrampalli
Natrampalli es una ciudad y nagar Panchayat situada en el distrito de Tirupathur en el estado de Tamil Nadu (India). Su población es de 10390 habitantes (2011). Se encuentra a 15 km de Tirupathur y a 85 km de Vellore.

## Demografía
Según el censo de 2011 la población de Natrampalli era de 10390 habitantes, de los cuales 5178 eran hombres y 5212 eran mujeres. Natrampalli tiene una tasa media de alfabetización del 78,82%, inferior a la media estatal del 80,09%: la alfabetización masculina es del 86,95%, y la alfabetización femenina del 70,86%.